# Старостаничное сельское поселение
Старостаничное се́льское поселе́ние — муниципальное образование в Каменском районе Ростовской области Российской Федерации.
Административный центр — хутор Старая Станица.

## История
Статус и границы сельского поселения установлены Областной Законом Ростовской области от 27 декабря 2004 года № 244-ЗС «Об установлении границ и наделении соответствующим статусом муниципального образования Каменский район и муниципальных образований в его составе».

## Состав сельского поселения
| № | Населённый пункт | Тип населённого пункта        | Население |
| - | ---------------- | ----------------------------- | --------- |
| 1 | Абрамовка        | хутор                         | 790       |
| 2 | Диченский        | хутор                         | 563       |
| 3 | Дубовой          | хутор                         | 18        |
| 4 | Лесной           | хутор                         | 641       |
| 5 | Старая Станица   | хутор, административный центр | ↗8508     |

## Население
| 2010   | 2012    | 2013    | 2014    | 2015    | 2016  | 2017  |
| ------ | ------- | ------- | ------- | ------- | ----- | ----- |
| 10 520 | ↘10 365 | ↘10 319 | ↘10 276 | ↘10 101 | ↘9906 | ↘9846 |
| 2018   | 2019    | 2020    | 2021    |         |       |       |
| ↗9866  | ↘9700   | ↘9682   | ↘9535   |         |       |       |